# Crassispira sacerdotalis
Crassispira sacerdotalis is een slakkensoort uit de familie van de Pseudomelatomidae. De wetenschappelijke naam van de soort is voor het eerst geldig gepubliceerd in 1992 door Rolan & Fernandes.
Dit zeeslakje is endemisch in Sao Tomé en Principe.